# Ryukyucardiophorus loochooensis
Ryukyucardiophorus loochooensis is een keversoort uit de familie kniptorren (Elateridae). De wetenschappelijke naam van de soort is voor het eerst geldig gepubliceerd in 1934 door Miwa.